# Paul Luther (médecin)
Paul Luther, né le 28 janvier 1533 à Wittemberg et mort le 8 mars 1593 à Leipzig, est un médecin, chimiste médical et alchimiste allemand. Il est le troisième fils du réformateur protestant Martin Luther et fut successivement médecin de Jean-Frédéric II de Saxe, Joachim II Hector de Brandebourg, Auguste Ier de Saxe et de son successeur Christian Ier de Saxe. Il enseigne l'alchimie à Anne de Danemark.

## Jeunesse
Né à Wittemberg, troisième fils de Martin Luther par son mariage avec Catherine de Bore, Paul Luther est un enfant énergique dont son père dit : « Il est destiné à lutter contre les Turcs ». L'éducation du garçon commence par l'étude du grec et du latin que lui enseignent Philippe Mélanchthon et Veit Winsheim.
En 1546, Paul a treize ans quand son père meurt, laissant la famille dans une situation financière difficile. Au déclenchement de la Guerre de Smalkalde, la famille s'enfuit à Magdebourg et en 1547 à Brunswick. En juillet, à la fin de la guerre, elle peut retourner à Wittemberg, bien que dans une relative pauvreté. Sur les conseils de Mélanchthon, Paul part pour l'Université de Wittemberg pour y étudier la médecine.
En septembre 1552, une épidémie de peste bubonique oblige la famille Luther à s'enfuir à Torgau, voyageant dans une charrette qui se renverse près des portes de la ville, blessant gravement la mère de Paul. Elle y meurt le 20 décembre 1552. Pendant son séjour à Torgau, le 5 février 1553, à l'âge de vingt ans, Paul Luther épouse Anna, fille du traducteur Veit Warbeck (1490-1534).

## Carrière
De retour à Wittenberg, Paul Luther termine ses études et, le 29 juillet 1557, obtient son diplôme de docteur en médecine.
Il refuse une offre d'enseigner à l'Université d'Iéna en raison de ses objections à la théologie de Victorinus Strigel, un universitaire de premier plan. Sur le plan religieux, Paul Luther est un luthérien enthousiaste qui défend avec zèle les enseignements de son père.
Il devint le médecin personnel de Jean-Frédéric II, duc de Saxe, demeurant à Gotha jusqu'à la reddition de la ville le 13 avril 1567, à Auguste, électeur de Saxe. Il exerce alors à la cour de Joachim II Hector, électeur de Brandebourg jusqu'à sa mort le 3 janvier 1571, et est par la suite médecin d'Auguste, électeur de Saxe, et de son successeur, Christian Ier, à Dresde. En 1590, il se retire et s'installe à Leipzig.
Il se distingue aussi comme chimiste  et développe plusieurs médicaments, tels que Unguentum ex nitro, Magistrum perlarum, Magistrum collorum et Aurum potabile, produits par les pharmacies de Saxe. Il s'intéresse à l'alchimie, dont le but ultime est la production d' or, et passe pour être l'instructeur le plus important de l'alchimiste amateur Anne de Danemark, électrice de Saxe.
Il meurt à Leipzig le 8 mars 1593. Son oraison funèbre est prononcée par son ami Matthias Dresser.

## Famille
Alors qu'il est encore étudiant en médecine à Wittenberg, il épouse Anna Warbeck. Ils sont mariés pendant trente-trois ans, jusqu'à la mort d'Anna à Dresde le 15 mai 1586. De ce mariage naquirent six enfants  :
- Paul Luther (1553-1558)
- Margarethe Luther (1555-1597), qui épouse Simon Gottsteig[4]
- Johannes Ernst Luther (1560-1637), devenu chanoine de Zeitz. Grâce à lui, la lignée masculine de la famille Luther se poursuit jusqu'en 1759[4].
- Johannes Friedrich Luther (1562-1599)
- Anna Luther (1564-1596), mariée à Oberschaar avec Nicolaus Freiherr Marschall von Bieberstein
- Johannes Joachim Luther (1569-1600)

## Œuvres
- Oratio de arte medica et cura tuendae valetudinis (publié à titre posthume à Breslau, 1598)[7]